# Evanston (Illinois)
Evanston è una city degli Stati Uniti d'America, situata nella contea di Cook dello Stato dell'Illinois. Situata a nord di Chicago, forma un unico agglomerato urbano con la metropoli.
È sede della Northwestern University, nel campus della quale si trova il Levere Memorial Temple, il quartier generale nazionale della confraternita studentesca Sigma Alpha Epsilon.
Vi si trova inoltre la sede del Rotary International.